# Тотаяха
Тотаяха  (также Тота-Яха, Песчаная) — река в России, протекает по Ямало-Ненецкому АО. Длина реки составляет 253 км. Площадь водосборного бассейна — 2130 км². 
Река вытекает из небольшого безымянного озера в западной части Гыданского полуострова на высоте более 42 м над уровнем моря. Преимущественно течёт в южном направлении. В среднем и нижнем течении берега обрывистые. Активно меандрирует. В долине реки множество некрупных озёр. Впадает с севера в Тазовскую губу в 19 км к запад-северо-западу от села Антипаюта. Устье заболочено. Перед устьем ширина реки достигает 165 м, а глубина — 2 м. Скорость течения в низовьях — 0,4 м/с.

## Основные притоки
Указаны поименованные притоки длиной более 30 км.
| Название        | Расстояние от устья | Длина | Положение |
| --------------- | ------------------- | ----- | --------- |
| Няхартаркатаяха | 34                  | 32    | левый     |
| Мынгъяха        | 40                  | 59    | правый    |
| Ямбъяха         | 133                 | 63    | левый     |
| Малая Тотаяха   | 178                 | 57    | правый    |

## Данные водного реестра
По данным государственного водного реестра России относится к Нижнеобскому бассейновому округу, водохозяйственный участок — реки бассейна Карского моря от северо-восточной границы бассейна реки Таз до границы бассейна Енисейского залива, речной подбассейн реки — подбассейн отсутствует. Речной бассейн реки — Таз.
Код объекта в государственном водном реестре — 15050000212115300074735.